# Không được đâu !
Không được đâu ! (tiếng Nga: Не может быть !) là một bộ phim trào phúng gia đình của Leonid Gaidai, ra mắt lần đầu năm 1975.

## Lịch sử
Bộ phim gồm có ba phần, dựa trên nội dung vở hài kịch "Tội ác và hình phạt" (Преступление и наказание), truyện ngắn "Một cuộc phiêu lưu hài hước" (Забавное приключение), "Sự cố trong đám cưới" (Свадебное происшествие) - đều của Mikhail Zoshchenko.
Tội phạm và trừng phạt
Cuốn tiểu thuyết đầu tiên mô tả những khó khăn của người quản lý cửa hàng, Grigory Ivanovich Gorbushkin, người sống trong thời ĐẠI CỦA NEP (hành động diễn ra vào ngày 21 tháng 8 năm 1927) về thu nhập chưa kiếm được. Được triệu tập đến điều tra viên của văn phòng công tố, ông tin tưởng một cách hợp lý rằng cuộc gọi này sẽ không mang lại điều gì tốt đẹp. Những suy nghĩ tương tự cũng được vợ Anna Vasilyevna và anh rể đến thăm, người, để ngăn chặn việc tịch thu tài sản không thể tránh khỏi, khẩn trương bán mọi thứ.
Ngoài ra, Anna Vasilyevna, theo lời khuyên của anh trai, đã vội vàng ly hôn với nhân vật chính và kết hôn với Một người hàng xóm, Vitaly Borisovich. Và Chính Gorbushkin, người được gọi làm nhân chứng, không nghi ngờ gì, trở về nhà với tâm trạng tuyệt vời và tìm thấy một ngôi nhà trống ở đó và vợ anh ta hôn một người hàng xóm. Vào cuối cuốn tiểu thuyết, có thông tin cho rằng Một tuần Sau Gorbushkin vẫn bị bắt.
Một cuộc phiêu lưu thú vị
Một người đàn ông của gia đình, cha của ba đứa con trai, nam diễn viên sân khấu Barygin-Amursky bí mật gặp Một Người phụ nữ Đã có gia đình Zinulya. Đến lượt chồng của Zinuli, là người yêu của người bạn thân nhất của cô, và người hàng xóm của bạn cô trong căn hộ chung cư là người yêu của vợ nam diễn viên. Cuối cùng, tất cả sáu anh hùng vô tình băng qua các con đường cùng nhau và, đã tập trung tại bàn, cố gắng tìm cách thoát khỏi tình huống hiện tại, nhưng họ không bao giờ đến bất cứ điều gì.
Sự cố đám cưới
Trong cuốn tiểu thuyết cuối cùng, Một chàng Trai Trẻ Volodka Zavitushkin, người vội vã cầu hôn, đến muộn trong đám cưới của chính mình, nơi anh ta không thể nhận ra cô dâu Katerina của mình. Thực tế là trước đó họ chỉ gặp nhau trên đường phố, chỉ bốn ngày, và anh nhớ đến cô trong bộ quần áo mùa đông và một chiếc mũ. Những nỗ lực để tìm ra những người phụ nữ có mặt là vợ tương lai của anh ta dẫn đến thực tế là chú rể đưa cô dâu cho mẹ (Và Katerina thực sự có con: "một cậu bé và ba cô gái"), gây ra vụ bê bối. Kết quả là một ngày sau đám cưới, Zavitushkin đến văn phòng đăng ký và ly hôn với vợ.

## Diễn viên
- Mikhail Pugovkin... Gorbushkin (nhà đầu cơ tích trữ)
- Nina Grebeshkova... Anna (vợ Gorbushkin)
- Vyacheslav Nevinnyi... em vợ Gorbushkin
- Mikhail Svetin... Vitaly Borisovich (hàng xóm nhà Gorbushkin)
- Oleg Dal... Anatoly Barygin-Amur
- Natalia Seleznyova... Tatyana (vợ Anatoly)
- Yevgeny Zharikov... Nikolai
- Svetlana Kryuchkova... Zinaida (vợ Nikolai)
- Larisa Yeryomina... Sofia (bạn Zinaida)
- Mikhail Kokshenov... nhân tình của vợ Anatoly/hàng xóm của Sophia
- Leonid Kuravlyov... Vladimir Zavitushkin
- Valentina Telichkina... Katerina (cô dâu của Vladimir)
- Lyudmila Shagalova... mẹ cô dâu
- Georgy Vitsin... bố cô dâu
- Sergey Filippov... ca sĩ trong đám cưới
- Muza Krepkogorskaya... vợ ca sĩ trong đám cưới
- Savely Kramarov... Sergey (bạn Vladimir)
- Svetlana Kharitonova... bạn cô dâu
- Gotlib Roninson... Ivan Israelevich
- Natalia Krachkovskaya... người mua tranh/khách dự đám cưới
- Igor Yasulovich... người mua tranh/khách dự đám cưới
- Radner Muratov... cảnh sát
- Eduard Bredun... khách dự đám cưới
- Vladimir Ferapontov... nhạc công guitar
- Viktor Filippov... nhạc công guitar
- Nikolai Gorlov... khách dự đám cưới
- Vladimir Gulyayev... người mua nội thất
- Zoya Isayeva... Sofochka (hàng xóm)
- Aleksey Kalabulin... khách dự đám cưới
- Eve Kivi... khách dự đám cưới
- Anatoly Obukhov... kẻ háu ăn'
- Nina Krachkovskaya... người bạn đồng hành của kẻ háu ăn
- Tatyana Kuznetsova... Daria, đầu bếp
- Lev Polyakov... điều tra viên
- Georgy Svetlani... người đàn ông đứng tuổi ở quầy bia
- Viktor Uralsky... một người đàn ông với một con lợn con
- Yelena Volskaya... hoa cô gái

## Bài hát
| Dịch thuật                        | Tên gốc                   | Tiêu đề phiên âm           | Diễn viên             |
| --------------------------------- | ------------------------- | -------------------------- | --------------------- |
| Không phải bia hủy hoại con người | «Губит людей не пиво»     | Gubit lyudei ne pivo       | Vyacheslav Nevinnyi   |
| Thần tình yêu                     | «Купидон»                 | Kupidon                    | Oleg Dal              |
| Móng Ngựa Đen                     | «Чёрные подковы»          | Chyornye podkovy           | Robert Mushkambaryan  |
| Mọi thứ đều có thể                | «Всё может быть»          | Vsyo mozhet byt'           | Oleg Anofriyev        |
| Tại samovar, tôi và Masha của tôi | «У самовара я и моя Маша» | U samovara ya i moya Masha | instrumental ensemble |